# Yanni Gourde
Pour les articles homonymes, voir Gourde et Yanni (homonymie).
Yanni Gourde (né le 15 décembre 1991 à Saint-Narcisse-de-Beaurivage dans la province de Québec) est un joueur professionnel canadien de hockey sur glace. Il évolue au poste d'attaquant.

## Biographie

### Carrière junior
Yanni Gourde n'est pas réclamée lors d'un repêchage de la LHJMQ, les formations du circuit Gilles Courteau doutent de sa petite taille de 1,63 m. Il passe la majorité de sa saison 2008-2009 avec les Élites de Jonquière, dans la Ligue de développement du hockey M18 AAA (appelé à l'époque Ligue de hockey Midget AAA). Lors de cette même saison, il joue 4 parties pour les Tigres de Victoriaville, récoltant une aide.
En 2009-2010, il fait le saut dans la LHJMQ et récolte 28 points en 57 parties. En séries éliminatoires, les Tigres battent les Cataractes de Shawinigan en 6 parties, lors du premier tour, et balayent les Remparts de Québec lors du deuxième tour. Le parcours de Victoriaville prend fin en demi-finale alors qu'ils sont éliminés par les Sea Dogs de Saint-Jean. Gourde termine le bal printanier avec 5 points en 16 rencontres.
À sa quatrième et dernière saison dans la Ligue de hockey junior majeur du Québec, il inscrit 124 points en 68 matchs durant la saison 2011-2012. Après la campagne, il reçoit le trophée Jean-Béliveau, remis au meilleur pointeur de la ligue, et le trophée Michel-Brière, remis au joueur de l'année de la ligue.

### Carrière professionnelle
Non repêché, Gourde signe un contrat avec les Sharks de Worcester, club-école des Sharks de San José de la Ligue nationale de hockey, dans la Ligue américaine de hockey. Le 10 mars 2014, il signe un contrat d'un an avec le Crunch de Syracuse, club ferme du Lightning de Tampa Bay. Le 15 décembre 2015, il joue son premier match dans la LNH avec le Lightning face aux Maple Leafs de Toronto et sert une assistance. Il marque son premier but le 11 mars 2017 face aux Panthers de la Floride.
Il remporte la Coupe Stanley 2020 et 2021 avec Tampa Bay.
Quelques jours après sa deuxième coupe Stanley, il est choisi par le Kraken de Seattle lors du repêchage d'expansion de la LNH 2021. Blessé à l'épaule avec le Lightning, il subit également une opération et manque le début de la saison 2021-2022.
Il fait un retour à Tampa Bay le 5 mars 2025 dans un échange majeur impliquant trois équipes, quatre joueurs et cinq choix de repêchage.

## Statistiques
| Saison     | Équipe                  | Ligue      |                   | Saison régulière  | Saison régulière  | Saison régulière  | Saison régulière  | Saison régulière |    | Séries éliminatoires | Séries éliminatoires | Séries éliminatoires | Séries éliminatoires | Séries éliminatoires |
| Saison     | Équipe                  | Ligue      | PJ                | B                 | A                 | Pts               | Pun               | PJ               | B  | A                    | Pts                  | Pun                  |                      |                      |
| 2008-2009  | Tigres de Victoriaville | LHJMQ      | 4                 | 0                 | 1                 | 1                 | 0                 | -                | -  | -                    | -                    | -                    |                      |                      |
| 2009-2010  | Tigres de Victoriaville | LHJMQ      | 59                | 11                | 17                | 28                | 36                | 16               | 2  | 3                    | 5                    | 20                   |                      |                      |
| 2010-2011  | Tigres de Victoriaville | LHJMQ      | 68                | 26                | 42                | 68                | 48                | 9                | 4  | 6                    | 10                   | 12                   |                      |                      |
| 2011-2012  | Tigres de Victoriaville | LHJMQ      | 68                | 37                | 87                | 124               | 70                | 4                | 1  | 2                    | 3                    | 6                    |                      |                      |
| 2011-2012  | Sharks de Worcester     | LAH        | 4                 | 1                 | 2                 | 3                 | 0                 | -                | -  | -                    | -                    | -                    |                      |                      |
| 2012-2013  | Sharks de Worcester     | LAH        | 54                | 8                 | 6                 | 14                | 41                | -                | -  | -                    | -                    | -                    |                      |                      |
| 2012-2013  | Bulls de San Francisco  | ECHL       | 8                 | 4                 | 6                 | 10                | 9                 | -                | -  | -                    | -                    | -                    |                      |                      |
| 2013-2014  | Wings de Kalamazoo      | ECHL       | 30                | 15                | 19                | 34                | 19                | -                | -  | -                    | -                    | -                    |                      |                      |
| 2013-2014  | Sharks de Worcester     | LAH        | 25                | 4                 | 20                | 24                | 24                | -                | -  | -                    | -                    | -                    |                      |                      |
| 2013-2014  | Crunch de Syracuse      | LAH        | 17                | 2                 | 6                 | 8                 | 14                | -                | -  | -                    | -                    | -                    |                      |                      |
| 2014-2015  | Crunch de Syracuse      | LAH        | 76                | 29                | 28                | 57                | 61                | 3                | 1  | 1                    | 2                    | 10                   |                      |                      |
| 2015-2016  | Crunch de Syracuse      | LAH        | 65                | 14                | 30                | 44                | 42                | -                | -  | -                    | -                    | -                    |                      |                      |
| 2015-2016  | Lightning de Tampa Bay  | LNH        | 2                 | 0                 | 1                 | 1                 | 2                 | -                | -  | -                    | -                    | -                    |                      |                      |
| 2016-2017  | Crunch de Syracuse      | LAH        | 56                | 22                | 26                | 48                | 54                | 22               | 9  | 18                   | 27                   | 29                   |                      |                      |
| 2016-2017  | Lightning de Tampa Bay  | LNH        | 20                | 6                 | 2                 | 8                 | 8                 | -                | -  | -                    | -                    | -                    |                      |                      |
| 2017-2018  | Lightning de Tampa Bay  | LNH        | 82                | 25                | 39                | 64                | 50                | 17               | 2  | 5                    | 7                    | 8                    |                      |                      |
| 2018-2019  | Lightning de Tampa Bay  | LNH        | 80                | 22                | 26                | 48                | 66                | 4                | 1  | 0                    | 1                    | 0                    |                      |                      |
| 2019-2020  | Lightning de Tampa Bay  | LNH        | 70                | 10                | 20                | 30                | 49                | 25               | 7  | 7                    | 14                   | 19                   |                      |                      |
| 2020-2021  | Lightning de Tampa Bay  | LNH        | 56                | 17                | 19                | 36                | 44                | 23               | 6  | 1                    | 7                    | 13                   |                      |                      |
| 2021-2022  | Kraken de Seattle       | LNH        | 74                | 21                | 27                | 48                | 45                | -                | -  | -                    | -                    | -                    |                      |                      |
| 2022-2023  | Kraken de Seattle       | LNH        | 81                | 14                | 34                | 48                | 76                | 14               | 4  | 9                    | 13                   | 14                   |                      |                      |
| 2023-2024  | Kraken de Seattle       | LNH        | 80                | 11                | 22                | 33                | 62                | -                | -  | -                    | -                    | -                    |                      |                      |
| 2024-2025  | Kraken de Seattle       | LNH        | 36                | 6                 | 11                | 17                | 36                | -                | -  | -                    | -                    | -                    |                      |                      |
| 2024-2025  | Lightning de Tampa Bay  | LNH        | Saison en cours ? | Saison en cours ? | Saison en cours ? | Saison en cours ? | Saison en cours ? | -                | -  | -                    | -                    | -                    |                      |                      |
| Totaux LNH | Totaux LNH              | Totaux LNH | 581               | 132               | 201               | 333               | 438               | 83               | 20 | 22                   | 42                   | 54                   |                      |                      |

## Trophées et honneurs personnels

### Ligue nationale de hockey
- 2017-2018 : nommé recrue du mois de février (2018)
- 2019-2020 : vainqueur de la coupe Stanley avec le Lightning de Tampa Bay
- 2020-2021 : vainqueur de la coupe Stanley avec le Lightning de Tampa Bay (2)